# Occhiello (sartoria)

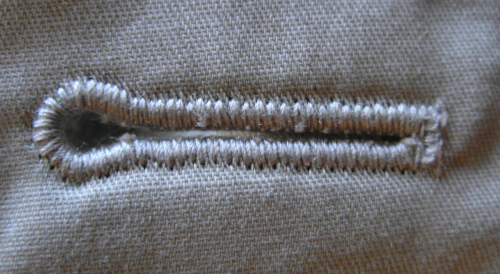
Asola

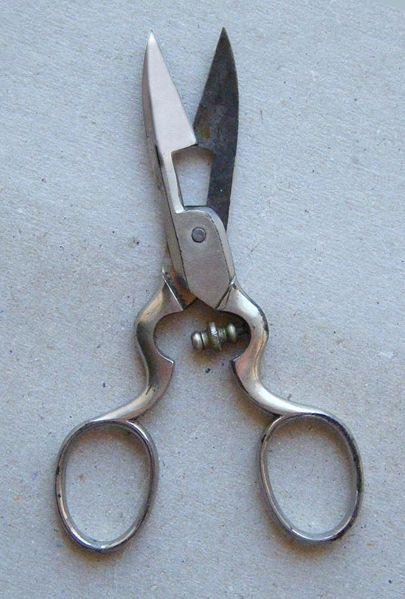
Forbici regolabili, per il taglio di occhielli

L'occhiello (o asola) è l'apertura in cui si infila il bottone per ottenere la chiusura di un abito.

## Tipi di occhielli
- l'occhiello più semplice è un buco o una fessura, se tagliato in un materiale resistente come il cuoio.
- asola: occhiello ricavato in un tessuto, si crea cucendo un'orlatura attorno allo spazio che serve a far passare il bottone e in seguito tagliando il tessuto tra i due lati profilati dall'orlatura. Serve ad impedire che la stoffa si strappi o deformi, allargando così l'apertura e facendo uscire il bottone. Un tempo cucita a mano, oggi viene realizzata con la macchina per cucire.

Un modello particolare di forbice, con lama interrotta e regolazione a vite per la chiusura, permette di tagliare la stoffa all'interno dell'orlatura senza danneggiare il tessuto circostante.
- Si può ricavare un occhiello creando un anello con il tessuto, un cordoncino o un laccio, come nelle allacciature degli abiti cinesi o negli alamari.
- rinforzato: quando l'occhiello deve essere particolarmente robusto, come nell'abbigliamento esterno e nelle attrezzature sportive, viene profilato con nastro, fettuccia, pelle o metallo.

Gli occhielli sono posizionati sul lato destro degli indumenti per le donne e su quello sinistro per gli uomini.
Se si trova sul risvolto di una giacca non serve ad accogliere un bottone ma ospita un fiore o uno stemma.